# Tropistes falcatus
Tropistes falcatus là một loài tò vò trong họ Ichneumonidae.